# Robert Coutin
Pour l’article homonyme, voir Coutin.
Robert Coutin, né le 27 février 1891 à Reims et mort le 3 mars 1965 à Paris, est un sculpteur français.

## Biographie
Robert Coutin est le fils du médailleur Auguste Coutin. Il avait son atelier au no 23 rue Chevert à Paris, puis rue du Cherche-Midi dans la même ville. En 1920, il donne des cours de dessin, modelage et sculpture au palais du Trocadéro avec son père. Coutin expose aux Salon des Tuileries en 1933,1936 et 1939.

## Œuvres dans les collections publiques
- Colombes, chapelle Saint-Étienne-Saint-Henri : Sacré-Cœur, 1936, sculpture en taille directe.
- Paris, monnaie de Paris : Médaillon de Frédéric Chopin, 6,8 cm, poinçon corne d'abondance.
- Reims :
  - hôtel Druart, no 40 cours Jean-Baptiste-Langlet : L'Enfant studieux, 1929, portrait d'enfant ornant le cul-de-lampe du bow-window sous les traits de René Druart (1888-1961).
  - musée des beaux-arts :
    - Le Bon Conteur rémois, 1932, bas-relief en bronze, représentant Eugène Dupont ;
    - Buste d'enfant, 1936, bronze[4] ;
    - Nu, 1938[5],
- Vanves, fondation Larmeroux, no 2 ter rue Aristide Briand : Les Âges de la vie, 1939, avec L. Piron, destiné initialement à une crèche et une maison de retraite cohabitant dans le même bâtiment, d'où le thème des sculptures.
- Strasbourg, musée d'art moderne et contemporain : Masque mortuaire de Richard Brunck de Freundeck, 1949, plâtre patiné[6].
- Archives nationales : Buste de Monsieur Georges Bourgin, 1951[7].